# Turma do Gordo
Turma do Gordo é uma série de livros infanto-juvenis criadas por João Carlos Marinho Silva.

## A turma
- Bolachão

É o personagem principal dos livros, é comilão e relaxado. Segundo sua mãe (Dona Celeste), tem uma saúde de ferro e nunca ficou doente. Também é conhecido como "o gordo", é alto com cabelos compridos.
- Edmundo

É o garoto destemido do grupo. Está na turma desde o começo, é mostrado sendo bastante corajoso e autoritário sendo que até Bolachão sente a liderança dele, também mostra gostar do Mister John, diferente de Pituca e Bolachão. Em Sangue Fresco ele é o único que ainda apoia Alcides após seu erro, protegendo este de ser linchado, e sendo o único que demonstra compaixão por ele. Além de impedir que uma garota seja assassinada.
- Pituca

É o palhaço do grupo, também está desde o primeiro. Não para de fazer piadas. Em O Gênio do Crime ele é visto como o melhor amigo de Edmundo, mas com o tempo ele passa a ser mais amigo de Biquinha.
- Berenice

É a namorada do gordo, além dele, já namorou Paulo, Biquinha, Alcides, entre outros. Aparece desde o primeiro livro, mas era dois anos mais nova que o gordo. Porém, depois matriculou-se na escola Três Bandeiras e na quarta série, na mesma classe do gordo.
É visto que ela tem uma boa percepção das coisas, considerando que em O Gênio do Crime ela já sabia que Bolachão e o Mister John eram detetives mesmo sem mencionarem, assim como em Sangue Fresco, pois ela sabia que Alcides escondia algo.
- Biquinha

Começou a aparecer no Caneco de Prata, jogava no time da escola e namorou a Berenice. Depois, ficou engraçadinho e se enturmou com a turma, principalmente com Pituca.
- Mariazinha

Gosta de implicar com tudo e com todos. Tem uma paixão secreta por Godofredo (o que é deixado explícito em Sangue Fresco). Também começou a aparecer no Caneco de Prata.
- Godofredo

Começou a aparecer no Caneco de Prata, e é apaixonado pela professora de Estudos Sociais, Jandira. Quando esta morreu, ele ficou um pouco apagado na série, até sumir da turma, no Assassinato na Literatura Infantil. Porém, ele retorna em O Fantasma da Alameda Santos, gostando de uma garota chamada Katarina.
- Sílvia

Também começou a aparecer no Caneco de Prata, é a melhor amiga de Mariazinha.
- Hugo Ciência

Este entrou para a turma no Sangue Fresco, foi capturado na mesma vez que Nadia, Simone e Paulo. Tem o Q.I. 250 e já decorou por completo uma lista telefônica. Não conseguiu se aventurar no "Disco" e sumiu da turma depois disso.
- Zé Tavares

Aparece desde o Gênio do Crime, mas era considerado chato, pois tudo que ele fazia era se achar, e não falava com ninguém. Porém, em Sangue Fresco, ele se matriculou na quarta série junto com a Berenice, ou seja, adiantou seus estudos em dois anos. Assim como o Hugo Ciência, não chegou ao "Disco" e também sumiu.
- Vera Xavier

Não tem muitas participações, só foi da turma no Sangue Fresco e depois foi substituída por Hugo Ciência. Mas apareceu depois, no aniversário da Berê, no Livro da Berenice.
- Alcides

Assim como Vera Xavier, participou da turma em Sangue Fresco. É descrito pelas meninas como atraente. Tem uma família agressiva que o maltrata e com medo de voltar à sua antiga vida, contou o plano da turma para Ship O' Connors, o que o fez tentar cometer suicídio e Berenice terminar o namoro. Por seguinte vira o "espião" de Ship, porém, mostra sua lealdade para a turma quando revela o plano dos capangas. É mostrado sendo bastante amigo de Edmundo.
- Nadia

Prima do gordo, também fez parte da turma em Sangue Fresco, é a melhor amiga de Simone.
- Paulo

Também estreou em Sangue Fresco e foi capturado junto de Nadia e Simone.
- Simone

Amiga de Paulo e Nadia, apareceu em Sangue Fresco. Assim como Nadia e Berenice, também ficou atraída por Alcides.

## Vilões
- Gênio do Crime (anão)

Um dos vilões que mais deu trabalho ao Gordo foi um anão que tinha a capacidade de imitar todas as vozes que quisesse e participou do O Gênio do Crime.
- Giovanni

Um italiano fanático por futebol. Participou do Caneco de Prata, como o técnico da escola rival do colégio do Gordo.
- Ship O'connors

Chefe de uma quadrilha que sequestra crianças, levando-as para a Amazônia para retirar sangue para exportação. Teve um caso breve com a professora Jandira e participou do Sangue Fresco.
- Papoulos Scripopolus

Um grande vigarista, tentou roubar o livro da Berenice, e também teve um caso com a professora Jandira. Participou do Livro da Berenice.
- Maníaco Janeloso

Atirador profissional, promoveu balas por todos os lados. Participou do Berenice Contra o Maniaco Janeloso.
- Quadrilha do Ripa

Um bando de meninos de rua, que roubam quem passar (inclusive o gordo). Participou de Cascata de Cuspe.
- Grupo de Extermínio

Após serem denunciados pelo gordo, fazem de tudo para matá-lo. Participou também de Cascata de Cuspe
- Conde Fruteson da Lucra

Um monstro superdotado com poderes incríveis. Participou do Conde Fruteson.
- Pedófilos

Um grupo que sequestra crianças para fazer filmes. Participou do O Gordo Contra os Pedófilos.
- Doutor Sovograu

Um cientista louco de Ebulidor, que acaba morrendo pela raiva da Berenice. Sua participação foi no Disco II.

## Outros personagens
- Mister John Smith Peter Tony

Um escocês detetive, conhecido como D. I. (detetive invicto). Aparece exclusivamente em O Gênio do Crime e é contratado para investigar o caso das falsificações das figurinhas da fábrica, é visto como amigo principalmente de Edmundo e Berenice.
- Seu Marcelo

Modesto, grande pai, gentil e corajoso. Ama sua esposa (dona Celeste) e seu filho (Bolachão). É visto tendo alguns problemas de saúde em Berenice Detetive.
- Dona Celeste

Mãe do gordo, sendo vista como uma mãe bastante protetora e mulher carinhosa, por vezes é visto como uma mulher da alta sociedade (isso deve se ao fato de que a família toda é rica). Aparece brevemente (junto com o marido) em O Gênio do Crime e mais tarde vira uma personagem regular.
- Professora Jandira

Professora de Estudos Sociais, descrita por todos como uma mulher bonita. Teve casos com os vilões Ship O'Connors e Papoulos Scripopopoulos, Godofredo tem uma paixão por ela.
- Seu Tomé

O dono da fábrica de figurinhas "Escanteio", a verdadeira. Ele é quem contrata Edmundo, Pituca, Bolachão e o Mister para ajudarem na investigação. Faz sua estréia em O Gênio do Crime, embora também apareça mais tarde.
- Mordomo Abreu

É o mordomo da mansão da família do gordo, sendo alto, de cabelos longos. Por vezes é visto reclamando e mostra não gostar do frade João. Apareceu pela primeira vez em O Livro da Berenice, já se demitiu, mas voltou a trabalhar como mordomo da mansão do gordo.
- Frade João

Capuchinho, que mora no Amazonas, faz sua primeira aparição em Sangue Fresco quando Bolachão, Hugo Ciência, Berenice, Pituca e Edmundo o encontram após longos dias de viagem. Por seguinte ele vira amigo da família do gordo após salvar as crianças, é mostrado frequentemente após Sangue Fresco e é grande amigo do gordo, sendo que ambos têm muitas coisas em comum, até mesmo o apetite voraz.

## Livros publicados
1. O Gênio do Crime - 1969
2. O Caneco de Prata - 1971
3. Sangue Fresco - 1982
4. O Livro da Berenice - 1984
5. Berenice Detetive - 1987
6. Berenice contra o Maníaco Janeloso - 1990
7. Cascata de Cuspe - Game Over para o Gordo - 1992
8. O Conde Futreson - 1994
9. O Disco I: A Viagem - 1996
10. O Disco II: A Catástrofe no Planeta Ebulidor - 1998
11. O Gordo contra os Pedófilos - 2001
12. Assassinato na Literatura Infantil - 2005
13. O Fantasma da Alameda Santos - 2015